# Skořicový alkohol

Molekula cinnamylalkoholu

Skořicový alkohol (též cinnamylalkohol nebo fenylalylalkohol, systematický název (2E)-3-fenylprop-2-en-1-ol, sumární vzorec C9H10O) je organická sloučenina obsažená v esterifikované formě ve storaxu, peruánském balzámu a listech skořice. Jako čistá látka tvoří bílé krystaly, mírně znečištěný mívá podobu žlutého oleje.[zdroj?] Lze ho vyrábět hydrolýzou storaxu.
Skořicový alkohol má vůni hyacintu a používá se do parfémů a deodorantů.

## Bezpečnost
Skořicovému alkoholu by se měli vyhnout lidé s alergií na parfémy.